# Боб Гілтінен
Боб Гілтінен (англ. Bob Giltinan; нар. 4 липня 1949) — колишній австралійський тенісист.
Найвищу одиночну позицію світового рейтингу — 16 місце досяг 1974 року.
Здобув 1 одиночний та 2 парні титули.
Найвищим досягненням на турнірах Великого шолома був фінал в парному розряді.

## Титули за кар'єру

### Одиночний розряд (1)
| Результат | W/L | Дата     | Турнір                    | Покриття | Суперник | Рахунок  |
| --------- | --- | -------- | ------------------------- | -------- | -------- | -------- |
| Перемога  | 1–0 | Чер 1974 | Сербітон, Велика Британія | Трава    | Сід Болл | 6–3, 6–2 |

### Парний розряд (2)
| Результат | W/L | Дата     | Турнір            | Покриття | Партнер     | Суперники                 | Рахунок  |
| --------- | --- | -------- | ----------------- | -------- | ----------- | ------------------------- | -------- |
| Перемога  | 1–0 | Сер 1978 | Колумбус, США     | Ґрунт    | Колін Діблі | Еліот Телчер Марсело Лара | 6–2, 6–3 |
| Перемога  | 2–0 | Січ 1979 | Гобарт, Австралія | Трава    | Філ Дент    | Йон Ціріак Гільєрмо Вілас | 8–6      |

## Почесті та нагороди
|  | Australian Sports Medal  |
|  | Australian Defence Medal |
|  | Орден Австралії          |